# Yasmine M’Barek

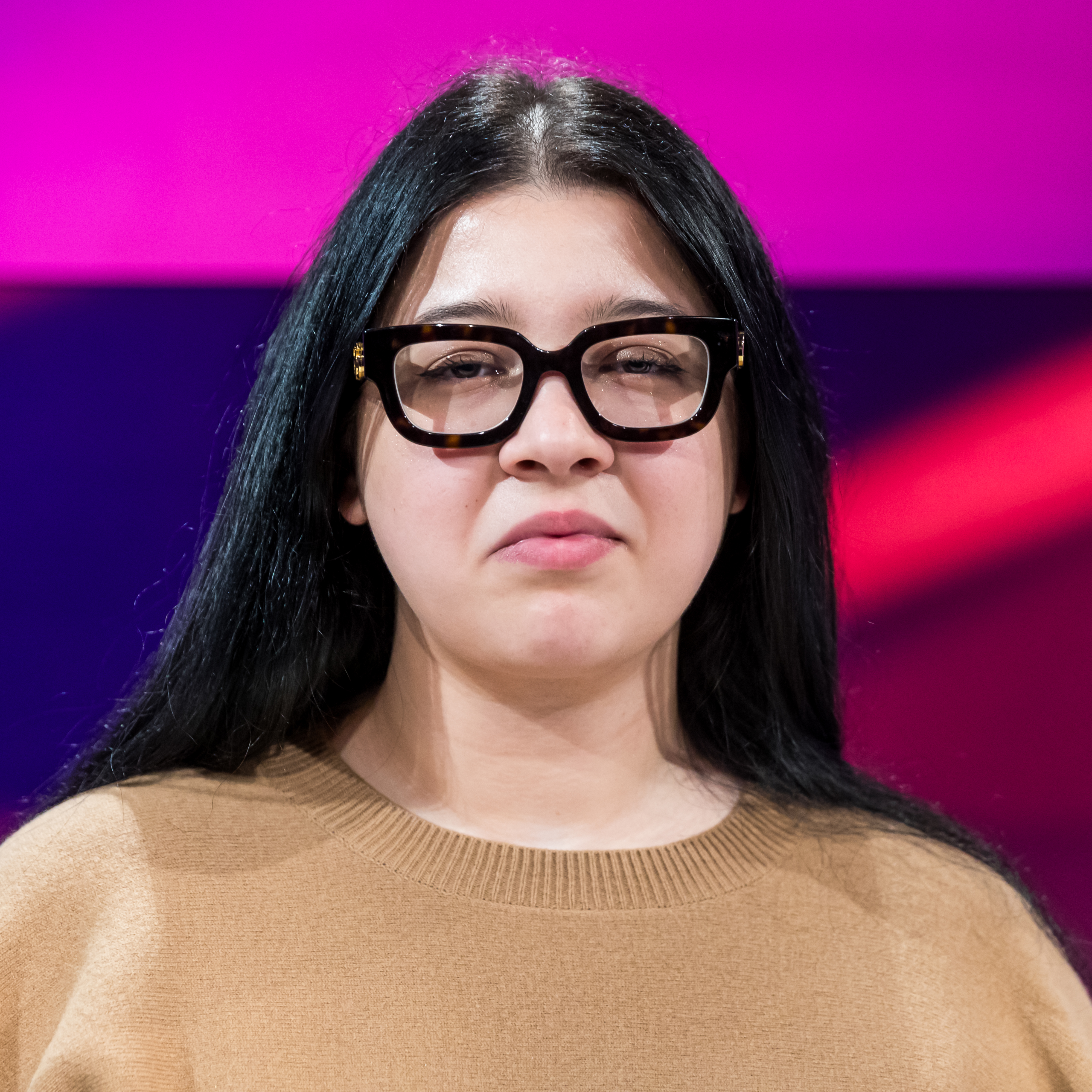
Yasmine M’Barek, 2025

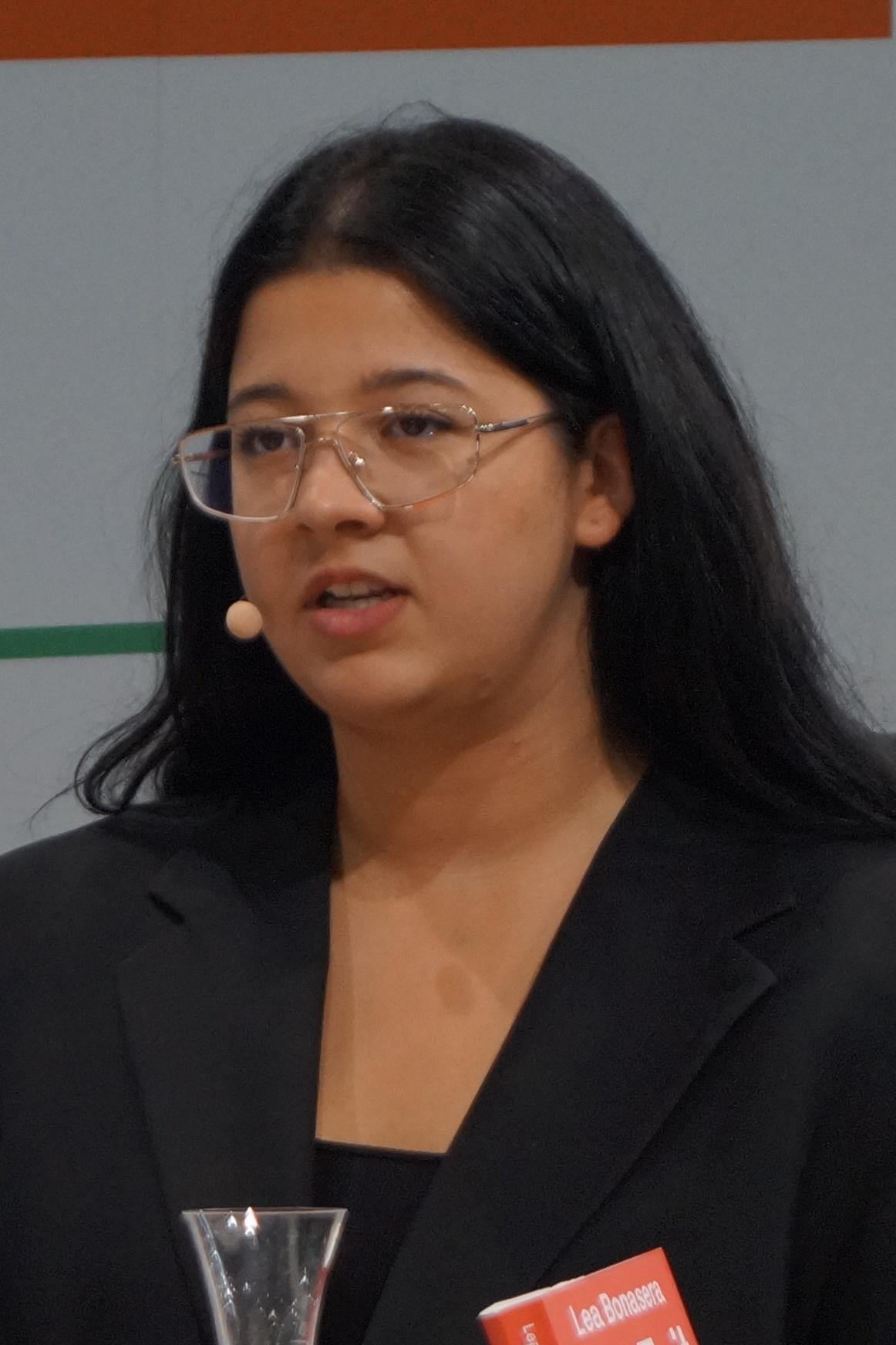
Yasmine M’Barek auf der Frankfurter Buchmesse 2023

Yasmine M’Barek (* 16. Februar 1999 in Köln) ist eine deutsche Journalistin, Autorin und Podcasterin.

## Leben
M’Barek wuchs in Köln als Tochter eines tunesischen Vaters auf. Sie besuchte die Journalistenschule für Politik und Wirtschaft in Köln und studierte Sozialwissenschaften an der Universität zu Köln. Neben der journalistischen Tätigkeit erlangte sie Bekanntheit durch Auftritte in politischen TV-Talks, ihre Social-Media-Aktivitäten und Podcasts. 2020 wurde sie vom Medium Magazin unter die „Top 30 unter 30“-Journalistinnen gewählt.
Ab 2018 war Yasmine M’Barek für diverse Medien als freie Journalistin tätig, zuletzt vor allem für Die Zeit. Seit Mai 2021 ist sie als Redakteurin für Zeit Online im Ressort X beschäftigt. Ihr erster Podcast hieß Auf einen Polittee mit Yasmine M’Barek. Für die Zeit ist sie im Podcast Ehrlich jetzt zu hören. Den von Micky Beisenherz begründeten Nachrichtenpodcast Apokalypse & Filterkaffee moderiert sie seit 2022 jeweils dienstags mit Markus Feldenkirchen.
M’Barek lebt in Köln und Berlin. Sie ist verheiratet.

## Podcasts
- bis Ende 2020: Auf einen Polittee mit Yasmine
- seit 2022: Ehrlich jetzt
- seit 2022: Apokalypse und Filterkaffee (mit Markus Feldenkirchen)

## Schriften (Auswahl)
- Radikale Kompromisse. Warum wir uns für eine bessere Politik in der Mitte treffen müssen. Hoffmann und Campe 2022, ISBN 978-3-455-01334-4.
- Protest. Über Wirksamkeit und Risiken des zivilen Ungehorsams. Leykam 2023, ISBN 978-3-7011-8305-0.[7]